# Loughor

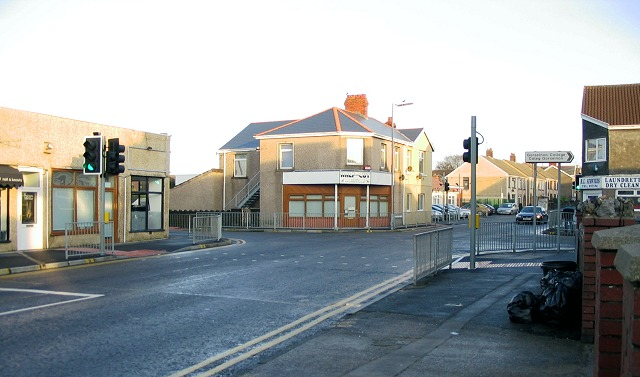
Zentrum von Loughor

Loughor (ˈlʌxər;  walisisch Casllwchwr) ist eine Stadt im Principal Area Swansea, Wales, innerhalb der Traditionellen Grafschaften von Wales von Glamorgan. Das Stadtgebiet entspricht dem der Community Llwchwr. Bei der Volkszählung 2011 hatte Loughor 4824 Einwohner.

## Geographie und Ortsbild
Loughor liegt nördlich der Halbinsel Gower, am Ästuar des River Loughor. Durch die Loughor bridge über den Loughor ist der Ort mit dem westlich gelegenen Llanelli verbunden und im Nordosten durch durchgehende Bebauung mit dem benachbarten Gorseinon verschmolzen.
Loughor besteht aus zwei Ortsteilen:
- Das ältere Lower Loughor erstreckt sich in der Küstenebene.
- Das jüngere Upper Loughor entstand als eine geplante Siedlung auf einer Anhöhe im Osten von Lower Loughor beiderseits der Glebe Road.

Loughor Castle

## Geschichte
In römischer Zeit bestand am Ufer des Loughor das Kastell „Leucarum“. Dieses wurde mehrfach besiedelt und aufgegeben. An seiner Stelle wurde 1106 das normannische Loughor Castle errichtet. Der Ort Loughor entwickelte sich rund um die Burg, in dem Gebiet, das heute als Lower Loughor bezeichnet wird.
Seit den 1730er Jahren wurde in Loughor eine Eisengießerei betrieben. Im 19. Jahrhundert wuchs Loughor dank des kleinen Hafens und vor allem durch den Steinkohlenbergbau. Denn Loughor liegt im Westen des Bergbaureviers der South Wales Valleys. In den 1820er Jahren wurde das Bergwerk Broad Oak Colliery abgeteuft. Es wurde 1947 verstaatlicht und 1948 stillgelegt. Auf der gegenüberliegenden Flussseite entstand 1869 die Zinnschmelze Yspytty, die im frühen 20. Jahrhundert unter dem Namen St David’s Tin Plate Works erweitert wurde.

## Gegenwart
Heute ist Loughor hauptsächlich eine Pendler-Stadt für Swansea und Llanelli. 2014 wurde sie zu der attraktivsten postcode area in Wales gewählt.
In Loughor gibt es mehrere Schulen, darunter die Tre Uchaf Primary School und die Casllwchwr Primary School, sowie ein Institut des Gower College Swansea. Eine Lifeboat station der Royal National Lifeboat Institution in der Nähe der Straßenbrücke über den Loughor besteht seit 1969. Gegenwärtig ist das Rettungsboot ein Ribcraft 5.85 metre Rhib.

## Sport
Loughor RFC ist der örtliche Rugby-Verein.

## Persönlichkeiten
- Evan Roberts (1878–1951), Prediger der walisischen Erweckungsbewegung, in Loughor geboren
- James Henry Govier (1910–1974), ein Maler, Radierer und Kupferstecher der „Swansea School“, lebte in Gorseinon und schuf zahlreiche Ansichten von Loughor.